# (5542) Moffatt
(5542) Moffatt es un asteroide perteneciente al cinturón de asteroides descubierto el 6 de agosto de 1978 por el equipo del Observatorio Perth desde el Observatorio Perth, Bickley, Australia.

## Designación y nombre
Designado provisionalmente como 1978 PT4. Fue nombrado Moffatt en honor a Ethelwin Frances Flamsteed Moffatt, descendiente directo de John Flamsteed, primer Astrónomo Real. Nacida en Fremantle, Australia Occidental, ahora reside en Adelaida, donde ella y su esposo, Mervyn Moffatt, son benefactores del Observatorio de Perth.

## Características orbitales
Moffatt está situado a una distancia media del Sol de 2,589 ua, pudiendo alejarse hasta 3,002 ua y acercarse hasta 2,176 ua. Su excentricidad es 0,159 y la inclinación orbital 15,87 grados. Emplea 1521,75 días en completar una órbita alrededor del Sol.

## Características físicas
La magnitud absoluta de Moffatt es 12,3. Tiene 8,597 km de diámetro y su albedo se estima en 0,345. 